# 大野雄山
大野 雄山（おおの ゆうざん、1909年（明治42年）- 1998年（平成10年））は日本の画家。

## 略歴
- 1909年 - 愛媛県喜多郡内子町平岡に生まれる。
- 1927年　愛媛画壇の草分け　牧田嘉一郎に絵画の手ほどきを受ける。
- 1929年　東京美術学校教授　小林万吾に師事。東京淀橋洋画研究所、同舟舎に所属。
- 1930年　光風会展に入選。愛媛美術展会友に推挙。
- 1931年　白日会展に入選。光風会会員　小寺健吉に教えを乞う
- 1932年　第一美術展に入選
- 1933年　野田信から肖像画、装丁、商業図案を習得
- 1934年　挿絵画家　小林秀恒の一門に入り、挿絵技法を習得
- 1938年　講談社「キング」等11誌の挿絵執筆
- 1942年　京城日報、北海道子供新聞の挿絵執筆
- 1945年　東京大空襲を逃れ実家の愛媛県喜多郡五十崎町に疎開
- 1959年　五十崎町より松山市に転居し、画業に専念
- 1960年　新世紀美術展に「岩堰」を出品。新世紀美術協会準会員に推挙。
- 1962年　第五十回日本水彩展に「石手寺」を出品し、入選。以降も第53、55、56、57、59、60、61、63、65回展に出品し、通算10回入選した。
- 1970年　第59回展に出品した「部落に有る河畔」がMO賞(奨励賞)
- 1971年　松山市のヒロヤ画廊で第一回個展を開催。以降も通算15回個展を連続開催。
- 1976年　ヒロヤ画廊で第一回「雄山会　水墨画展」を開催。以降も水墨画展を通算11回、チャリティ展など開催
- 1977年　日本水彩展で会友に推挙
- 1978年　白亜美術展に入選　白亜美術会会員に推挙
- 1995年　日本水彩画会会員に推挙
- 1998年　愛媛県松山市で死去。89歳
- 1999年　ヒロヤ画廊で大野雄山遺作展を開催
- 2018年　松山市のギャラリーリブ・アートにて「生誕110年　大野雄山絵画展」を開催